# SC Campomaiorense
Der SC Campomaiorense (Sporting Clube Campomaiorense) war ein Fußballverein aus Campo Maior in Portugal. 
Der Verein wurde 1926 gegründet. Die Vereinsfarben waren Grün-Weiß.

## Geschichte
Der Verein wurde am 1. Juli 1926 gegründet, als Filialverein von Sporting Lissabon mit der Nr. 27.
Campomaiorense spielte das erste Mal in der Saison 1995/96, anschließend von 1997/98 bis 2000/2001 in der portugiesischen Primeira Liga, der höchsten Spielklasse im portugiesischen Fußball. Nach der Saison 2001/2002 zog sich der Sponsor zurück und der SC Campomaiorense meldete daraufhin für die Saison 2002/2003 in der zweiten portugiesischen Liga keine Mannschaft mehr, obwohl der Verein sportlich qualifiziert war.

## Stadion
Der SC Campomaiorense trug seine Heimspiele im 10.000 Zuschauer fassenden Estádio Capitão César Correia aus.

## Spieler
- Beto (1995–1996)
- Michael Brundin (1995–1996)
- Jimmy Floyd Hasselbaink (1995–1996)
- Stanimir Stoilow (1995–1997)
- Sreto Ristić (2000–2001)